# Radmila Manojlović
Radmila Manojlović (in serbo Радмила Манојловић?; Požarevac, 25 agosto 1985) è una cantante serba di musica pop folk.
Cresciuta nel paese di Četereže, non appena ha terminato la scuola primaria ha iniziato a cantare nei night club e nei matrimoni in tutta la Serbia per contribuire al sostentamento economico alla famiglia. Ha conseguito una laurea in economia all'Università di Kragujevac.

## Carriera musicale
Nel 2004 partecipò al “Zvezde Granda” che è uno dei festival più importanti per i giovani cantanti pop e folk in Serbia (equivalente al Pop Idol britannico), venendo sconfitta in semifinale. Ritentò nel 2007 con la canzone Nikada više (“Mai più”) venendo sconfitta in finale, e dunque arrivò seconda, ma riuscì lo stesso a diventare una delle più popolari cantanti folk in Serbia. La canzone, come tutte le prime 12 finaliste, non solo fu inclusa nella compilation del festival, ma divenne addirittura la canzone dell'anno in Serbia. Con la sua seconda canzone Bole uve usne neverne (“Queste labbra infedeli feriscono”) ha partecipato l'anno successivo al “Grande festival”, in assoluto il più grande festival serbo di musica popolare. Anche questa canzone conseguì molto successo in tutti i Paesi dell'Ex Jugoslavia.
Nel 2008 raggiunse per due volte la vetta delle classifiche nazionali con il singoli Bolje ona nego ja ("Meglio lei di me") e col duetto con Lepa Lukic Glavu gore mala ("In allerta piccolo")
Il 24 giugno 2009 fu pubblicato il suo primo album da cui furono estratti i singoli Rođendan (“Compleanno”), Deset ispod Nule (“Dieci sotto zero”) e 50 puta (“50 volte”).
Nel luglio del 2010 registra il duetto " Mesaj Mala" ("Scuoti Piccola") con Sasa Matic. Titolo e testo molto provocante, ma tutto sommato, una canzone d'amore.
Il singolo occupa i primi posti su tutte le radio della regione, tant'è che riceve diversi premi come la canzone più ascoltata dell'anno.
Il 28 novembre 2011, Rada fa uscire il suo nuovo singolo "Marakana" ("Maracana"), canzone che anticipa l'uscita del suo secondo album.
La canzone riceve fin da subito ottime critiche e molte simpatie. L'8 dicembre 2011 esce il secondo singolo "Crna Ptica" ("Corvo nero") estratto dall'album con tanto di Lyrics Video. 
Il 24 dicembre 2011 esce il tanto atteso album "Marakana" dal quale hanno avuto un enorme successo le canzoni "Nije Meni" ("Non Me"), "S'Mora Na Planine" ("Dalla Spiaggia Alle Montagne"), "Moje Milo" ("Mio Caro").
Per tutto il 2012, Rada fa il giro d'Europa con il tour "Marakana", dove gira molte città e promuove le nuove canzoni.
Nell'estate 2013, Rada annuncia due simpatiche collaborazioni con il famoso rapper Cvija.
Il primo duetto "Nema te" ("Non Ci Sei") esce a inizio settembre seguito da un simpatico video. Rada inizia a lavorare al suo terzo album e il 9 dicembre 2014 esce il singolo "Alkotest" ("Alcol-Test"). Questo è forse il successo più grande di Rada, poiché dopo soli quattro giorni dall'uscita del video musicale, la canzone supera il primo milione di visualizzazioni. A distanza di alcuni mesi, "Alkotest" supera i 15 milioni di visualizzazioni.
Come regalo di fine anno, Rada regala al suo pubblico ancora un ulteriore singolo, "Glatko" ("Liscio"). Anche questa canzone diventa molto ascoltata e raggiunge anche lei i primi milioni di visualizzazioni dopo pochi giorni.
Con questi due singoli, Rada annuncia il suo terzo album dal titolo "Metropola" ("Metropoli"), che dovrebbe uscire nella prima metà del 2016.

## Discografia

### Album in studio
- 2009 – Deset Ispod Nule
- 2011 – Marakana
- 2016 – Metropola

### Singoli
- 2013 – Nema te (feat. Cvija)
- 2014 – Alkotest
- 2014 – Glatko